# Леонтьев, Алексей Фёдорович
Алексе́й Фёдорович Лео́нтьев (14 [27] марта 1917, село Яковцево, Нижегородская губерния — 14 апреля 1987, Уфа) — советский математик, доктор физико-математических наук (1948), профессор (1949), заслуженный деятель науки БАССР (1975), член-корреспондент АН СССР (1970). Автор ряда фундаментальных результатов и трудов в области рядов экспонент, полиномов из экспонент.

## Биография
Алексей Фёдорович Леонтьев родился 27 апреля 1917 года в селе Яковцево в Нижегородской губернии. Он был тринадцатым ребёнком в большой крестьянской семье.
Отец, Фёдор Харитонович, умер в 1927 году. Вскоре умерла и его мать, Надежда Ивановна. Воспитанием детей занимались старшие братья и сёстры.
В 1929 году Алексей Фёдорович окончил сельскую школу первой ступени и продолжил учёбу в г. Дзержинске, а затем в г. Горьком.
В 1939 году окончил Горьковский государственный университет. После окончания университета он продолжил образование в аспирантуре (научный руководитель проф. И. Р. Брайцев). В 1941 году Алексей Фёдорович вступил в народное ополчение и участвовал в строительстве оборонительных сооружений вокруг г. Горького, а в 1942 году защитил кандидатскую диссертацию на тему «Дифференциально-разностные уравнения». Затем он работал в Марийском педагогическом институте в городе Козьмодемьянске, где читал лекции по математике.
В 1942—1954 преподавал в Горьковском университете. В 1945 году А. Ф. Леонтьев поступил в докторантуру Математического института им. В. А. Стеклова АН СССР (научный руководитель чл.- корреспондент АН СССР А. О. Гельфонд).
В 1948 защитил докторскую диссертацию на тему «О классе функций, определённых рядами полиномов Дирихле» в Горьковском университете.
В 1948—1954 зав. кафедрой высшей математики в Горьковском университете.
В 1954—1962 зав. кафедрой математики Московского энергетического института, кафедрой спецкурсов высшей математики МЭИ.
В 1962—1971 старший научный сотрудник в московском Математическом институте им. В. А. Стеклова АН СССР, одновременно преподаёт в МЭИ.
С 1971 зав. сектором теории функций Отделения физики и математики БФ АН СССР и зав. кафедрой на математическом факультете Башкирского государственного университета (ныне Уфимский университет науки и технологий).
Под его руководством в Уфе сформировалась математическая научная школа по теории функций комплексной переменной.
Область научных интересов А. Ф. Леонтьева: функции комплексного переменного, последовательности полиномов из экспонент, вопросы аппроксимации решений уравнений свёртки на оси и в комплексной области посредством элементарных решений, теория уравнений бесконечного порядка. Им было создано направление математики по исследованию свойств последовательностей полиномов из экспонент, построена теория представлений произвольных аналитических функций рядами экспонент.
Алексей Фёдорович доказал теоремы о квазианалитическом продолжении, исследовал задачи спектрального синтеза подпространств, инвариантных относительно дифференцирования.
Подготовил в Горьком, в Москве и в Уфе большое количество учеников, 35 из них стали кандидатами и восемь — докторами наук.
Алексей Фёдорович Леонтьев умер 14 апреля 1987 года в Уфе в возрасте 70 лет. Похоронен в Москве на Кунцевском кладбище.
В Башкирском государственном университете (ныне Уфимский университет науки и технологий) для студентов математического факультета учреждена стипендия им. А. Ф. Леонтьева, а Академией наук Республики Башкортостан — премия имени чл.-корр. АН СССР А. Ф. Леонтьева за выдающиеся работы в области математики. Премия присуждается раз в 4 года.

## Основные работы
А. Ф. Леонтьев — автор более 120 научных трудов, в том числе 3 монографий.
- Леонтьев А. Ф. Ряды полиномов Дирихле и их обобщения. М., 1951 г. 39 томов.
- Леонтьев А. Ф. Ряды экспонент. — М., Наука, 1976;
- Леонтьев А. Ф. Последовательности из экспонент. — М., Наука, 1980;
- Леонтьев А. Ф. Обобщения рядов экспонент. — М., Наука, 1981.
- Леонтьев А. Ф. «Представление функций рядами обобщённых экспонент» // Матем. сб., 134(176):4(12) (1987).
- Леонтьев А. Ф. «Решение обобщённого уравнения свёртки» // Изв. АН СССР. Сер. матем., 43:2 (1979), 342—366
- Леонтьев А. Ф. Ряды Дирихле, последовательности полиномов Дирихле и связанные с ними функциональные уравнения // Итоги науки и техн. Сер. Мат. анал., 13 (1975), 5-55
- Леонтьев А. Ф. Дифференциально-разностные уравнения. // Матем. сб., 24(66):3 (1949), 347—374

А. Ф. Леонтьев участвовал в подготовке к изданию в 1962 году Математическим институтом им. В. А. Стеклова «Русско-английского словаря математических терминов» и «Англо-русского словаря математических терминов».

## Награды
- Орден Трудового Красного Знамени (1975)
- Орден Октябрьской Революции (1987)
- Государственная премия СССР (в 1989 г., посмертно) за монографии «Ряды экспонент» и «Последовательности полиномов из экспонент».